# Resolução 242 do Conselho de Segurança das Nações Unidas
A Resolução 242 do Conselho de Segurança das Nações Unidas Aprovado por unanimidade em 22 de novembro de 1967, após a Guerra dos Seis Dias. Foi aprovada nos termos do Capítulo VI da Carta das Nações Unidas. A resolução foi patrocinada pelo embaixador britânico Lord Caradon e foi um dos cinco projetos em consideração.
O não-obrigatório preâmbulo não vinculativo refere-se à "inadmissibilidade da aquisição de território pela guerra e à necessidade de trabalhar por uma paz justa e duradoura no Médio Oriente, em que todos os Estados da área possam viver em segurança".
Parágrafo Operativo Um "Afirma que o cumprimento dos princípios da Carta exige o estabelecimento de uma paz justa e duradoura no Oriente Médio que deve incluir a aplicação dos dois princípios seguintes:
(i) Retirada das forças armadas israelitas dos territórios ocupados no recente conflito;
(ii) Rescisão de todas as reivindicações ou estados de beligerância e respeito e reconhecimento da soberania, integridade territorial e independência política de cada Estado na área e seu direito de viver em paz dentro de limites seguros e reconhecidos, livres de ameaças ou atos de força".
Egito, Jordânia, Israel e Líbano entraram em consultas com o Representante Especial das Nações Unidas sobre a implementação da Resolução 242. Depois de renunciá-lo em 1967, a Síria "condicionalmente" aceitou a resolução em março de 1972. A Síria aceitou formalmente a Resolução 338 do Conselho de Segurança das Nações Unidas, o cessar-fogo no final da Guerra do Yom Kippur (em 1973), que abraçava a resolução 242.
Em 1 de maio de 1968, o embaixador de Israel nas Nações Unidas expressou a posição de Israel ao Conselho de Segurança: "Meu governo indicou sua aceitação da resolução do Conselho de Segurança para a promoção de um acordo sobre o estabelecimento de uma paz justa e duradoura. Também estou autorizado a reafirmar que estamos dispostos a procurar um acordo com cada Estado árabe sobre todos os assuntos incluídos nessa resolução".
Em setembro de 1993, a Organização para a Libertação da Palestina concordou que as Resoluções 242 e 338 deveriam ser a base para as negociações com Israel quando assinou a Declaração de Princípios.
A Resolução 242 é uma das resoluções mais amplamente afirmadas sobre o conflito árabe-israelense e formou a base para negociações posteriores entre as partes. Estes conduziram a tratados de paz entre Israel e Egito (1979) e Jordânia (1994), bem como os acordos de 1993 e 1995 com os palestinos.

## Contexto
A resolução é a fórmula proposta pelo Conselho de Segurança para a resolução bem-sucedida do conflito árabe-israelense, em particular, pondo termo ao estado de beligerância então existente entre os "Estados interessados", Israel, Egito, Jordânia, Síria e Líbano. A resolução trata de cinco princípios; Retirada das forças israelitas, "paz dentro de fronteiras seguras e reconhecidas", liberdade de navegação, solução justa do problema dos refugiados e medidas de segurança, incluindo zonas desmilitarizadas. Também prevê a nomeação de um Representante Especial para avançar para o Oriente Médio a fim de promover um acordo sobre uma solução pacífica e aceita de acordo com os princípios esboçados na resolução.
Ao apresentar o projeto de resolução ao Conselho de Segurança, o representante do Reino Unido, Lord Caradon, disse:
Todos nós reconhecemos que a paz é o prêmio. Nenhum de nós deseja uma trégua temporária ou uma acomodação superficial. Nunca poderíamos defender um retorno da hostilidade inquietante. Como já disse, o meu Governo nunca desejaria associar-se a uma chamada solução que fosse apenas a continuação de uma falsa trégua, e todos nós, sem qualquer hesitação, podemos concordar que procuramos uma solução dentro dos princípios estabelecidos No artigo 2º da Carta. Muito para o preâmbulo.

Quanto ao primeiro parágrafo da parte operativo, e no devido respeito pelo cumprimento dos princípios da Carta, consideramos essencial que se apliquem os princípios da retirada e da segurança, e não temos dúvida de que as palavras estabelecidas ao longo deste parágrafo são perfeitamente claras.
Quanto ao segundo parágrafo da parte operativo, não creio que haja qualquer vestígio de discordância entre todos nós de que deve haver uma garantia de liberdade de navegação através de vias navegáveis internacionais. Deve haver uma solução justa para o problema dos refugiados. Deve haver uma garantia e meios adequados para assegurar a inviolabilidade territorial e a independência política de cada Estado na área.

Quanto ao terceiro parágrafo operativo, já disse anteriormente que considero que o Representante Especial das Nações Unidas deve ser livre para decidir-se dos meios e dos métodos exatos pelos quais prossegue os seus esforços em contato com os Estados na causa, tanto para promover o acordo como para ajudar os esforços para alcançar uma solução pacífica e aceita a liquidação final."
Secretário de Estado Dean Rusk comentou sobre a área mais significativa de desacordo sobre a resolução:
Houve muita discussão sobre se essa resolução deveria dizer "os" territórios ou de "todos" os territórios. Na versão francesa, que é igualmente autêntica, diz a retirada do território, com o significado "o". Queríamos que fosse deixado um pouco vago e sujeito a futuras negociações porque pensávamos que a fronteira israelense ao longo da Cisjordânia poderia ser "racionalizada"; Certas anomalias poderiam facilmente ser corrigidas com algumas trocas de território, tornando uma fronteira mais sensível para todas as partes. Também queríamos deixar as medidas abertas de desmilitarização no Sinai e nas Colinas de Golã e dar uma nova olhada na cidade velha de Jerusalém. Mas nunca contemplamos qualquer concessão significativa do território a Israel como resultado da guerra de junho de 1967. Nesse ponto, nós e os israelenses permanecemos até hoje muito divididos. Esta situação pode levar a problemas reais no futuro. Embora cada presidente desde Harry Truman tenha comprometido os Estados Unidos com a segurança e a independência de Israel, não estou ciente de nenhum compromisso que os Estados Unidos tenham feito para ajudar Israel a reter os territórios apreendidos na Guerra dos Seis Dias.
Um memorando do Assistente Especial do Presidente, Walt Rostow, ao Presidente Johnson disse: "O que há nas mentes dos Embaixadores Árabes resume-se a uma grande questão: Vamos cumprir a nossa promessa de apoiar a integridade territorial de todos os Estados do Médio Oriente? A nossa melhor resposta é que estamos de acordo com essa promessa, mas a única maneira de fazer bem nele é ter uma paz genuína. A questão difícil é se nós forçaríamos Israel de volta às fronteiras de 4 de junho se os árabes aceitassem termos que equivalessem a um acordo de paz honesto. Secretário Rusk disse ao Ministro dos Negócios Estrangeiros iugoslavo: 'Os Estados Unidos não tiveram nenhum problema com as fronteiras que existiam antes do início das hostilidades. Se estamos falando de fronteiras nacionais - em estado de paz - então trabalharemos para restaurá-las.' Mas todos sabemos que isso pode levar a um emaranhado com os israelenses".
Rusk se encontrou com o Ministro de Relações Exteriores Nikezic em 30 de agosto de 1967. No entanto, de acordo com o telegrama 30 825 para Belgrado, 1 de setembro, que resume a conversa, Rusk disse que a chave para um acordo era acabar com o estado de guerra e beligerância e que se uma maneira poderia ser encontrada para lidar com isso, outras coisas iria cair no lugar; A diferença entre as posições anteriores a 5 de junho e as fronteiras nacionais seguras foi uma diferença importante.
O presidente Johnson respondeu a uma queixa do presidente Tito de que Israel poderia mudar as fronteiras sem o consentimento árabe: "Note que os árabes acham que os Estados Unidos interpretam o projeto de resolução como implicando uma mudança de fronteiras em detrimento deles. Não temos preconceitos sobre as fronteiras como tal. O que acreditamos ser importante é que as fronteiras sejam seguras. Para isso a única condição mais importante é que eles sejam aceitáveis para ambos os lados. É uma fonte de arrependimento para nós que os árabes parecem interpretar e entender mal a nossa proposta e nossos motivos".
Além disso, o Telegrama do Secretário Rusk, datado de 2 de março de 1968, para a Seção de Interesses dos Estados Unidos na Embaixada da Espanha no Cairo, resumindo o Subsecretário de Estado para Assuntos Políticos conversam de Eugene V. Rostow com o embaixador soviético Anatoly Dobrynin afirma:
Rostow disse que ... a resolução exigia um acordo sobre as fronteiras "seguras e reconhecidas", que, na prática, e como questão de interpretação da resolução, tinham que preceder as retiradas. Dois princípios são fundamentais para o Artigo I da resolução. O parágrafo do qual Dobrynin citou foi ligado a outro, e não viu como qualquer um poderia argumentar, à luz da história da resolução no Conselho de Segurança, e a retirada às fronteiras do 4 de junho foi contemplada. Estas palavras haviam sido pressionadas pelo Conselho pelos indianos e outros, e não tinham sido aceitas. Rusk
Em um discurso entregue em 1 de setembro de 1982, o Presidente Ronald Reagan disse:
Nas fronteiras anteriores a 1967, Israel tinha apenas 10 milhas (16 quilômetros) de largura em seu ponto mais estreito. A maior parte da população de Israel viveu dentro do alcance da artilharia de exércitos árabes hostis. Não vou pedir a Israel que volte a viver assim...

Assim, os Estados Unidos não apoiarão o estabelecimento de um Estado palestino independente na Cisjordânia e Gaza, e não apoiaremos a anexação ou o controle permanente por parte de Israel.
Há, no entanto, outro caminho para a paz. O estatuto final destas terras deve, naturalmente, ser alcançado através da concessão e aceitação de negociações; Mas é a visão firme dos Estados Unidos que o autogoverno pelos palestinos da Cisjordânia e Gaza em associação com a Jordânia oferece a melhor chance para uma paz durável, justa e duradoura.
É a posição dos Estados Unidos que - em troca da paz - a disposição de retirada da Resolução 242 se aplica a todas as frentes, incluindo a Cisjordânia e Gaza.
Quando a fronteira é negociada entre a Jordânia e Israel, nossa visão sobre a medida em que Israel deve ser solicitado a desistir do território será fortemente afetada pela extensão da verdadeira paz e normalização e as medidas de segurança oferecidas em troca.

Finalmente, permanecemos convencidos de que Jerusalém deve permanecer indivisível, mas seu status final deve ser decidido por meio de negociações.
De acordo com Michael Lynk, há três escolas de pensamento a respeito da interpretação legal apropriada da frase da retirada. Algumas das partes envolvidas sugeriram que a linguagem indefinida é uma "brecha sensível", que autoriza a "revisão territorial" para benefício de Israel. Alguns afirmaram que a linguagem indefinida foi usada para permitir alterações insustentáveis e mutuamente benéficas às linhas de armistícios de 1949, mas que a anexação unilateral do território capturado nunca foi autorizado. Outros partidos disseram que nenhuma solução final obtida através da força ou da ameaça de força poderia ser considerada válida. Eles insistem que o Conselho de Segurança não pode criar lacunas em normas peremptórias do direito internacional ou da Carta das Nações Unidas e que qualquer uso de linguagem indefinida deve ser interpretado de acordo com os princípios legais primordiais sobre a "inadmissibilidade da aquisição de território por guerra" e as proibições de deportações em massa ou de deslocamento em conexão com a resolução do problema dos refugiados.
Alexander Orakhelashvili diz que o Conselho de Segurança não tem manifestamente a competência para validar os acordos impostos pela coerção, principalmente porque a proibição peremptória do uso da força é uma limitação dos poderes do Conselho e a nulidade dos tratados coercivos é a consequência clara do direito convencional, tal como reflectido na Convenção de Viena sobre o Direito dos Tratados. Um recente estudo sul-africano concluiu que o status e os limites definitivos exigirão negociação entre as partes, de acordo com as Resoluções 242 e 338 do Conselho de Segurança. O mesmo estudo também concluiu que as disposições da Quarta Convenção de Genebra que regem os "acordos especiais" que podem prejudicar os direitos das pessoas protegidas se opõem a qualquer mudança de estatuto do território obtido por um acordo celebrado durante um estado de ocupação beligerante.

## Conteúdo

### Preâmbulo
A segunda referência preambular refere: 
"Enfatizando a inadmissibilidade da aquisição de território pela guerra e a necessidade de trabalhar por uma paz justa e duradoura em que cada Estado da área possa viver em segurança."
John McHugo diz que nos anos 1920, o direito internacional já não reconhecia que um Estado poderia adquirir o título de território por conquista. O Artigo 2 da Carta das Nações Unidas exige que todos os membros se abstenham, nas suas relações internacionais, da ameaça ou do uso da força contra a integridade territorial ou a independência política de qualquer Estado ou de qualquer outra forma incompatível com os propósitos das Nações Unidas.
Michael Lynk diz que o artigo 2 da Carta consagrou um princípio legal prevalecente de que não poderia haver "título por conquista". Ele diz que esse princípio foi expresso através de numerosas conferências, doutrinas e tratados internacionais desde o final do século XIX. Lynk cita os exemplos da Primeira Conferência Internacional dos Estados Americanos em 1890; Os Estados Unidos Stimson Doutrina de 1932; A Resolução da Liga das Nações de 1932 sobre a agressão japonesa na China; A Declaração de Buenos Aires de 1936; E a Carta Atlântica de 1941. Surya Sharma diz que uma guerra em legítima defesa não pode resultar em aquisição de título por conquista. Ele diz que mesmo que uma guerra seja legal em sua origem, ela não pode exceder os limites da legítima defesa.

### Terra pela paz
A resolução também apela à implementação da fórmula "terra pela paz", pedindo a retirada israelense dos "territórios" que ocupou em 1967 em troca da paz com seus vizinhos. Este era um avanço importante na época, considerando que não havia tratados de paz entre qualquer Estado árabe e Israel até o Tratado de Paz entre Israel e Egito de 1979. "Terra pela paz" serviu de base ao Tratado de Paz entre Israel e Egito, no qual Israel se retirou da península do Sinai (o Egito retirou suas reivindicações à Faixa de Gaza em favor da Organização para a Libertação da Palestina). A Jordânia renunciou a suas reivindicações sobre a Cisjordânia em favor da Organização para a Libertação da Palestina e assinou o Tratado de Paz Israel-Jordânia em 1994, que estabeleceu o Rio Jordão como o limite da Jordânia.
Ao longo da década de 1990, houve negociações entre Israel e Síria sobre a normalização das relações e uma retirada israelense das Colinas de Golã. Mas um tratado de paz não foi feito, principalmente devido ao desejo da Síria de recuperar e reter 25 quilômetros quadrados de território no Vale do Rio Jordão que ele apreendeu em 1948 e ocupou até 1967. Como as Nações Unidas reconhecem apenas as fronteiras de 1948, há pouco apoio para a posição síria fora do bloco árabe, nem para resolver a questão das Colinas de Golã.
A resolução das Nações Unidas não menciona especificamente os palestinos. O Reino Unido reconheceu a união entre a Cisjordânia e a Transjordânia. Lord Caradon disse que as partes assumiram que a retirada dos territórios ocupados como previsto na resolução era aplicável a Jerusalém Oriental. "No entanto, é tão importante o futuro de Jerusalém que se poderia argumentar que devemos ter tratado especificamente essa questão na Resolução de 1967. É fácil dizer isso agora, mas estou certo de que se tentássemos levantar ou resolver a questão de Jerusalém como uma questão separada naquela época, nossa tarefa, ao tentar encontrar uma decisão unânime, teria sido muito maior, senão impossível."
O juiz Higgins, do Tribunal Internacional de Justiça, explicou que "desde da resolução 242 (1967) do Conselho de Segurança até a Resolução 1515 do Conselho de Segurança (2003), os principais requisitos subjacentes permaneceram os mesmos - que Israel tem o direito de existir, de ser reconhecido e de segurança e que o povo palestiniano tem direito ao seu território, a exercer a autodeterminação e a ter o seu próprio Estado. Resolução 1515 do Conselho de Segurança prevê que estas obrigações de longa data devem ser garantidas (...) por meio de negociação".
A secretária de Estado, Madeleine Albright, disse ao Conselho de Segurança das Nações Unidas: "Nós simplesmente não apoiamos a descrição dos territórios ocupados por Israel em 1967 como 'Território Palestino Ocupado'. Na opinião do meu Governo, esta linguagem poderia ser tomada para indicar a soberania, questão que tanto Israel como a Organização para a Libertação da Palestina acordaram deve ser decidida nas negociações sobre o estatuto final dos territórios. "Se esta linguagem tivesse aparecido nos parágrafos operativos da resolução, deixe-me ser claro: Teríamos exercido nosso veto. Na verdade, hoje votámos contra uma resolução da Comissão sobre o Estatuto da Mulher, precisamente porque implica que Jerusalém é "Território Palestino Ocupado".
Os palestinos foram representados pela Organização para a Libertação da Palestina em negociações que conduziram aos Acordos de Oslo. Eles previram uma "solução permanente baseada na Resolução 242 do Conselho de Segurança". A principal premissa dos Acordos de Oslo foi a eventual criação da autonomia palestina em alguns ou todos os territórios capturados durante a Guerra dos Seis Dias, em troca do reconhecimento palestino de Israel. No entanto, o ministro das Relações Exteriores da Autoridade Palestina, Nabil Shaath, disse: "Se um estado é anunciado agora ou após a libertação, suas fronteiras devem ser as de 4 de junho de 1967. Não aceitamos um estado sem fronteiras ou com fronteiras com base na Resolução 242 das Nações Unidas, que acreditamos que não é mais adequado. Pelo contrário, a Resolução 242 passou a ser usada por Israel como uma forma de procrastinar".
O Conselho de Segurança posteriormente aprovou a Resolução 1515 de 2003, que lembrou a Resolução 242 e aprovou o roteiro do Quarteto do Oriente Médio para uma solução permanente de dois estados para o conflito israelo-palestino. O Plano do Quarteto exige negociações diretas e bilaterais como parte de uma resolução abrangente do conflito árabe-israelense, com base nas Resoluções 242, 338, 1397, 1515, 1850 e os princípios de Madri do Conselho de Segurança das Nações Unidas. O Quarteto reiterou que a única solução viável para o conflito israelo-palestino é um acordo que acaba com a ocupação que começou em 1967; Resolve todas as questões de status permanente conforme definido anteriormente pelas partes; E cumpre as aspirações de ambos os partidos por países independentes através de dois estados para dois povos, Israel e um estado de Palestina independente, contíguo e viável, vivendo lado a lado em paz e segurança.
Em 14 de abril de 2004, o presidente dos Estados Unidos, George W. Bush, disse ao primeiro-ministro israelense, Ariel Sharon: "Os Estados Unidos reiteram seu firme compromisso com a segurança de Israel, incluindo fronteiras seguras e defensáveis". Autoridades israelenses argumentam que a linha de armistício de antes de 1967 não é uma fronteira defensável, uma vez que Israel teria nove milhas (14,5 quilômetros) de largura no ponto mais fino, submetido a foguete das terras altas da Cisjordânia e incapaz de parar o contrabando do jordaniano pelo Vale do Jordão. Assim, oficiais israelenses têm defendido que as fronteiras do status final sejam reajustadas para refletir preocupações de segurança.
A Resolução 1860 de 2009 lembrou a Resolução 242 e enfatizou que a Faixa de Gaza constitui parte integrante do território ocupado em 1967 que será parte do estado palestino.

### Problema dos assentamento dos refugiados
A resolução defende uma "solução justa do problema dos refugiados". Lord Caradon disse: "Foi dito que, na resolução, tratamos palestinos apenas como refugiados, mas isso não é justificado. Nós providenciamos que Israel se retirasse dos territórios ocupados e junto com esse requisito para a restauração do território árabe que também pedimos uma solução do problema dos refugiados". Após a adoção da Resolução 242, o presidente francês, Charles de Gaulle, enfatizou esse princípio durante uma conferência de imprensa em 27 de novembro de 1967 e confirmou em sua carta de 9 de janeiro de 1968 a David Ben-Gurion. De Gaulle citou "é lamentável a condição dos árabes que haviam procurado refúgio na Jordânia ou foram relegados a Gaza" e afirmou que, desde que Israel retirasse suas forças, parecia que seria possível chegar a uma solução "no âmbito das Nações Unidas que incluiu a garantia de um futuro digno e justo para os refugiados e as minorias no Oriente Médio".
Alexander Orakhelashvili disse que "apenas o assentamento" só pode se referir a um acordo que garanta o retorno dos palestinos deslocados. Ele explicou que deve ser presumido que o Conselho não adotou decisões que validaram a deportação em massa ou o deslocamento, uma vez que a expulsão ou a deportação são crimes contra a humanidade ou um crime de guerra excepcionalmente grave.
De acordo com M. Avrum Ehrlich, 'a Resolução 242 exigiu "uma solução justa para o problema dos refugiados", um termo que abrange os refugiados judeus dos países árabes, como afirmou o presidente Carter em 1978 em Camp David'.
De acordo com John Quigley, no entanto, é claro a partir do contexto em que foi adotado, e das declarações relatadas pelos delegados, que a Resolução 242 contempla apenas os refugiados árabes da Palestina.
Complicando a questão, Arthur Goldberg, um dos principais redatores da linguagem final presente na resolução, apontou que o idioma se refere intencionalmente a refugiados judeus e árabes.

## Versão em francês vs versão em inglês do texto
A versão em inglês da cláusula:
Retirada das forças armadas israelitas dos territórios ocupados no recente conflito.
E a versão francesa:
Retirada das forças armadas israelenses de territórios ocupados no recente conflito.
A diferença entre as duas versões relacionadas na falta de um artigo definido ("o") na versão em inglês, enquanto a palavra "de" na presente versão francesa no termo "territórios ocupados" só pode significar "a partir da ocupada dos territórios" (o "de" na frente de "territórios ocupados" só pode ser a contração "do" por causa do uso da palavra "retirada" que implica um objeto - "as forças israelenses", onde o "de" é a contração de "das" (das forças israelenses) e uma localização "territórios ocupados", onde o "de" é a contração de "do" (dos territórios ocupados)). Se o significado de "de alguns territórios ocupados" destinavam-se, a única maneira de dizê-lo em francês teria sido "de territoires occupés".
Embora alguns tenham descartado a controvérsia, sugerindo que o uso da palavra "de" na versão francesa é um erro de tradução e, portanto, deve ser ignorado na interpretação do documento, o debate manteve sua força, uma vez que ambas as versões são de igual força legal, como línguas reconhecidas das Nações Unidas e no direito internacional.
O procurador John McHugo, sócio da Trowers & Hamlins e um colega visitante do Scottish Center for International Law na Universidade de Edimburgo, faz uma comparação com frases como:
Os cães devem ser mantidos na liderança perto de lagoas no parque.
Apesar da falta de artigos definitivos, de acordo com McHugo, é claro que tal instrução não pode legitimamente ser levada a implicar que alguns cães não precisam ser mantidos à frente ou que a regra se aplica somente perto de algumas lagoas. Além disso, McHugo aponta uma consequência potencial da lógica empregada pelos defensores de "alguma". O parágrafo 2 (a) da Resolução, que garante "liberdade de navegação através de vias navegáveis internacionais na área", pode permitir que os estados árabes interfiram com a navegação através de algumas vias navegáveis internacionais de sua escolha.
Glenn Perry afirma que, porque a versão francesa resolve as ambiguidades no texto em inglês e é mais consistente com as outras cláusulas do tratado, é a interpretação correta. Ele argumenta que "é uma regra aceita que as várias versões linguísticas devem ser consideradas em conjunto, com as ambiguidades de uma versão elucidada pelo outro". Ele cita o artigo 33 da Convenção de Viena sobre Direito dos Tratados, que afirma que, exceto quando um tratado prevê que um texto prevalecerá "o sentido que melhor concilie os textos, tendo em vista o objeto e propósito do tratado, será adotado". Além disso, argumenta que o contexto da passagem, em um tratado que reafirma a "integridade territorial", a "inviolabilidade territorial" e a "inadmissibilidade da aquisição de território pela guerra" - tomadas em conjunto não podem ser conciliadas com nada menos do que a retirada total". Ele argumenta que a referência a "fronteiras seguras e reconhecidas" pode ser interpretada de várias maneiras, e apenas uma delas contradiz o princípio da retirada total.
Shabtai Rosenne, ex-Representante Permanente de Israel junto ao Escritório das Nações Unidas em Genebra e membro da Comissão de Direito Internacional das Nações Unidas, observa que:
É um fato histórico, que ninguém jamais tentou negar, que as negociações entre os membros do Conselho de Segurança e com as outras partes interessadas, que precederam a adoção dessa resolução, foram realizadas com base em textos em inglês, em última instância Consolidado no documento S/8247 do Conselho de Segurança. [...] Muitos especialistas em língua francesa, incluindo acadêmicos sem vínculo político, aconselharam que a tradução em francês é uma renderização precisa e idiomática do texto original em inglês, e possivelmente até mesmo a única renderização aceitável em francês. [...] a questão da concordância, o representante francês para a 1379ª reunião do Conselho de Segurança em 16 de novembro de 1967 foi explícito ao afirmar que o texto francês era "idêntico" ao texto em inglês.
Somente o inglês e o francês eram as línguas de trabalho do Conselho de Segurança (árabe, russo, espanhol e o chinês eram oficiais, mas não as línguas de trabalho).
O Comitê de Relatórios de Exatidão no Oriente Médio na América argumenta que a prática das Nações Unidas é que a versão vinculativa de qualquer resolução é aquela votada. No caso da Resolução 242, essa versão estava em inglês, então eles afirmam que a versão inglesa, a única vinculante. David A. Korn afirma que este era de fato o cargo ocupado pelos Estados Unidos e Reino Unido:
... Tanto os britânicos como os americanos apontaram que a 242 era uma resolução britânica; Portanto, o texto da língua inglesa era autoritário e prevaleceria em qualquer disputa sobre a interpretação.
O representante francês ao Conselho de Segurança, no debate imediatamente após a votação, afirmou (na tradução oficial do francês):
O texto francês, que é igualmente autêntico ao dos ingleses, não deixa espaço para qualquer ambiguidade, pois fala de retirada "des territoires occupés", o que indiscutivelmente corresponde à expressão "territórios ocupados". Ficamos igualmente satisfeitos em ouvir o representante do Reino Unido salientar o vínculo entre este parágrafo da sua resolução e o princípio da inadmissibilidade da aquisição de territórios por força...
Os oponentes da leitura de "todos os territórios" recordam que o Conselho de Segurança declinou em adotar um projeto de resolução, incluindo o artigo definido, muito antes da adoção da Resolução 242. Eles argumentam que, ao interpretar uma resolução de uma organização internacional, é preciso olhar para o processo de negociação e adoção do texto. Isso faria com que o texto em inglês, o idioma da discussão, tenha precedência.

## Processo de negociação e elaboração
Congressional Research Service (CRS) emitiu declarações políticas e citações breves feitas pelo Presidente Johnson em um discurso proferido em 10 de setembro de 1968, e pela Secretário de Estado Rogers, em um discurso proferido em 09 de dezembro de 1969: "Os Estados Unidos declararam que os limites deveriam ser negociados e mutuamente reconhecidos, 'não deve refletir o peso da conquista', e que os ajustes nos limites anteriores a 1967 deveriam ser 'insubstancial'".
O apoio ao conceito de retirada total foi generalizado no Conselho de Segurança, e foi somente através de esforços americanos intensivos que foi adotada em uma resolução que empregou linguagem indefinida na cláusula de retirada. No processo de obtenção desse resultado, os Estados Unidos deixaram claro aos estados árabes e vários outros membros do Conselho de Segurança que os Estados Unidos imaginavam apenas revisões insubstanciais das linhas de armistício de 1949. Israel não protestou contra a abordagem.
Ruth Lapidoth descreve a visão, adotada por Israel, que sustenta que a resolução permitiu a Israel reter "alguns territórios". Ela argumenta: "A disposição sobre o estabelecimento de “fronteiras seguras e reconhecidas” não teria sentido se houvesse a obrigação de se retirar de todos os territórios. O Secretário de Estado dos Estados Unidos, Henry Kissinger, lembrou a primeira vez que ele ouviu alguém invocar "a linguagem sacramental da Resolução 242 do Conselho de Segurança das Nações Unidas, murmurando sobre a necessidade de uma paz justa e duradoura dentro de fronteiras seguras e reconhecidas". Ele disse que a frase era tão plausível que achava que o falante estava puxando a perna. Kissinger disse que, naquele momento, ele não apreciava como o fluxo de palavras usado para justificar as várias demandas obscureceu em vez de iluminar as posições fundamentais. Kissinger disse que essas "perspectivas conflitantes" impediram qualquer barganha real e explicaram:
A aquiescência da Jordânia na Resolução 242 foi obtida em 1967 pela promessa de nosso Embaixador das Nações Unidas, Arthur Goldberg, que, nos termos dos termos, trabalhássemos para o retorno da Cisjordânia da Jordânia com pequenas retificações de fronteiras e que estávamos preparados para usar nossa influência para obter um papel para a Jordânia em Jerusalém.
No entanto, falando com Henry Kissinger, o presidente Richard Nixon disse: "Você e eu sabemos que eles não podem voltar para as outras fronteiras [de 1967]. Mas não devemos, por outro lado, dizer que, como os israelenses venceram esta guerra, venceram a Guerra de 1967, que continuamos com o status quo. Não pode ser feito. "Kissinger respondeu" Eu não poderia concordar mais".
Além disso, o presidente Gerald Ford disse: "Os Estados Unidos apoiam ainda a posição de que uma paz justa e duradoura, que continua sendo nosso objetivo, deve ser aceitável para os dois lados. Os Estados Unidos não desenvolveram uma posição final nas fronteiras. Caso isso aconteça, dará grande peso à posição de Israel de que qualquer acordo de paz com a Síria seja baseado em Israel permanecer nas Colinas de Golã."
Além disso, o secretário de Estado George P. Shultz declarou: "Israel nunca negociará ou voltará às linhas de partição ou às fronteiras de 1967". A carta do secretário de Estado Warren Christopher a Netanyahu afirma: "Gostaria de reiterar nossa posição de que Israel tem direito a fronteiras seguras e defensáveis, que devem ser negociadas e acordadas diretamente com seus vizinhos".
Uma parte fundamental do caso em favor de uma leitura de "alguns territórios" é a afirmação de que autoridades britânicas e americanas envolvidas na redação da resolução omitiram deliberadamente o artigo definido, a fim de torná-lo menos exigente para os israelenses.
Como George A. Brown, Secretário de Relações Exteriores britânico em 1967, disse:
Os israelenses haviam agora anexado de fato, se não formalmente, grandes áreas novas de terras árabes, e agora havia muito mais refugiados árabes. Ficou claro que Israel, ou pelo menos muitos de seus líderes, realmente queriam era colonizar permanentemente grande parte desse território árabe recém-anexado, particularmente o vale do Jordão, Jerusalém e outras áreas sensíveis. Isso levou a uma onda de atividade nas Nações Unidas, que resultou no quase milagre de obter a famosa resolução - Resolução 242 - adotada por unanimidade pelo Conselho de Segurança. Declara "a inadmissibilidade do território pela guerra" e também afirma a necessidade "de garantir a inviolabilidade territorial e a independência política de todos os estados da região". Ele pede a "retirada das forças israelenses dos territórios ocupados durante o recente conflito". Não exige a retirada israelense dos “territórios recentemente ocupados”, nem usa a palavra “todos”. Teria sido impossível obter a resolução se qualquer uma dessas palavras tivesse sido incluída, mas estabelece as linhas nas quais as negociações para um acordo devem ocorrer. Cada lado deve estar preparado para desistir de algo: a resolução não tenta dizer precisamente o que, porque é sobre isso que as negociações para um tratado de paz devem ser.
Lord Caradon, autor principal da resolução, tem uma inclinação sutilmente diferente. Seu foco parece ser que a falta de um artigo definido tem a intenção de negar a permanência à fronteira "insatisfatória" antes de 1967, em vez de permitir que Israel retenha terras tomadas pela força. Tal visão pareceria permitir a possibilidade de que as fronteiras pudessem ser variadas através da negociação:
Sabendo como eu fiz a natureza insatisfatória da linha de 1967, eu não estava preparado para usar a redação na resolução que teria tornado essa linha permanente. Não obstante, é necessário dizer novamente que o princípio primordial era a "inadmissibilidade da aquisição de território pela guerra" e que isso significava que não poderia haver justificativa para a anexação de território no lado árabe da linha de 1967, simplesmente porque ele havia sido conquistado na guerra de 1967. A maneira sensata de decidir limites permanentes "seguros e reconhecidos" seria estabelecer uma Comissão de Fronteiras e ouvir os dois lados e então fazer recomendações imparciais para uma nova linha de fronteira, tendo em mente, é claro, o princípio da "inadmissibilidade". Os propósitos são perfeitamente claros, o princípio é declarado no preâmbulo, a necessidade de retirada é declarada na seção operativa. E então a frase essencial que não é suficientemente reconhecida é que a retirada deve ocorrer para assegurar e reconhecer limites, e estas palavras foram cuidadosamente escolhidas: eles precisam ser seguros e precisam ser reconhecidos. Eles não estarão seguros a menos que sejam reconhecidos. E é por isso que se tem que trabalhar por acordo. Isso é essencial. Eu defenderia absolutamente o que fizemos. Não era para nós estabelecer exatamente onde a fronteira deveria estar. Eu conheço muito bem a fronteira de 1967. Não é uma fronteira satisfatória, é onde as tropas tiveram que parar em 1948, exatamente onde aconteceram naquela noite, que não é um limite permanente...
Arthur Goldberg, outro dos redatores da resolução, concordou que a Resolução 242 não dita a extensão da retirada e acrescentou que esse assunto deveria ser negociado entre as partes:
A Resolução 242, adotada por unanimidade pelo Conselho de Segurança das Nações Unidas, exige a retirada das forças armadas israelenses de todos os territórios ocupados por Israel durante a guerra de 1967? A resposta é não. Na resolução, a palavra "todos" é omitida. A Resolução 242 pede a retirada das forças armadas israelenses dos territórios ocupados no conflito de 1967, sem especificar a extensão da retirada. A resolução, portanto, não comanda nem proíbe a retirada total.

Se a resolução é ambígua, e propositalmente, sobre esta questão crucial, como a questão da retirada deve ser resolvida? Por negociações diretas entre as partes interessadas. A Resolução 242 pede um acordo entre eles para alcançar uma solução pacífica e aceita. Acordo e aceitação requerem necessariamente negociações.
Michael M. Stewart, Secretário de Estado dos Negócios Estrangeiros e da Commonwealth, em resposta a uma pergunta no Parlamento, 9 de dezembro de 1969: "Como expliquei anteriormente, há referência, na resolução vital do Conselho de Segurança das Nações Unidas, tanto para a retirada dos territórios quanto para assegurar e reconhecer fronteiras. Como já disse anteriormente à Câmara, acreditamos que essas duas coisas devam ser lidas ao mesmo tempo e que a omissão da palavra "todos" antes da palavra "territórios" é deliberada".
Joseph J. Sisco, Secretário de Estado Adjunto, 12 de julho de 1970 (NBC "Meet the Press"): "Essa Resolução não disse 'retirada para as linhas anteriores a 5 de junho'. A resolução dizia que as partes deveriam negociar para conseguir um acordo sobre as chamadas fronteiras finais seguras e reconhecidas. Em outras palavras, a questão das fronteiras finais é uma questão de negociações entre as partes." Sisco esteve ativamente envolvido na elaboração da resolução na qualidade de Secretário de Estado Adjunto para Assuntos da Organização Internacional em 1967.
Presidente Lyndon B. Johnson:
Quinto, a crise sublinha a importância do respeito pela independência política e integridade territorial de todos os estados da região. Reafirmamos esse princípio no auge dessa crise. Reafirmamos isso novamente hoje em nome de todos.
Este princípio pode ser eficaz no Oriente Médio somente com base na paz entre as partes. As nações da região só tiveram linhas de trégua frágeis e violadas por 20 anos. O que eles precisam agora são limites reconhecidos e outros arranjos que lhes darão segurança contra o terror, destruição e guerra.
Há alguns que pediram, como solução única e simples, um retorno imediato à situação como era em 4 de junho. Como o nosso distinto e capaz embaixador, Arthur Goldberg, já disse, isso não é uma receita para a paz, mas para renovadas hostilidades. Certamente as tropas devem ser retiradas, mas também devem ser reconhecidos os direitos da vida nacional, o progresso na resolução do problema dos refugiados, a liberdade de passagem marítima inocente, a limitação da corrida armamentista e o respeito pela independência política e integridade territorial.

### Posição nos Estados Unidos
Em 19 de junho de 1967, o presidente Johnson declarou os cinco princípios, incluindo terras para a paz, que ele acreditava que compreendiam os componentes de qualquer acordo das Nações Unidas sobre a crise no Oriente Médio. Ele prometeu que o governo dos Estados Unidos "faria sua parte pela paz em todos os fóruns, em todos os níveis, a cada hora". Em 12 de julho de 1967, o Secretário de Estado Dean Rusk anunciou que a posição dos Estados Unidos sobre a crise do Oriente Próximo foi delineada na declaração do Presidente em 19 de junho e forneceu a base para um acordo justo e equitativo entre os estados árabes e Israel. Em 16 de agosto de 1967, o Ministério de Relações Exteriores de Israel declarou que Israel concordava com os princípios estabelecidos pelo Presidente em 19 de junho e indicou que nenhuma resolução seria aceitável se se desviaria deles.
Em 3 de novembro de 1967, o embaixador Goldberg, acompanhado por Sisco e Pedersen, pediu ao rei Hussein da Jordânia. Goldberg disse que os Estados Unidos estão comprometidos com o princípio de independência política e integridade territorial e está pronto para reafirmar isso bilateralmente e publicamente na resolução do Conselho de Segurança. Goldberg disse que os Estados Unidos acreditam na integridade territorial, na retirada e no reconhecimento de limites seguros. Goldberg disse que o princípio da integridade territorial tem dois importantes sub-princípios: deve haver uma retirada para fronteiras reconhecidas e seguras para todos os países, não necessariamente para as antigas linhas de armistício, e deve haver reciprocidade nos ajustes.
Walt Rostow aconselhou o presidente Johnson que o secretário Rusk havia explicado a Eban que o apoio dos Estados Unidos a fronteiras permanentes seguras não significa que os Estados Unidos apoiem mudanças territoriais. O registro de uma reunião entre o subsecretário de Estado Eugene Rostow e o embaixador israelense Harmon afirmou que Rostow deixou clara a visão dos Estados Unidos de que deveria haver movimento dos Acordos de Armistício Gerais para as condições de paz e que isso envolveria alguns ajustes nas linhas de armistício previstas em os Acordos de Armistício. Rostow disse a Harmon que ele já havia enfatizado ao chanceler Eban que os Estados Unidos esperavam que o objetivo do acordo fosse em direção a arranjos de segurança e desmilitarização, e não em direção a grandes mudanças nas linhas de armistício. Harmon disse que a posição israelense é que Jerusalém deve ser uma cidade aberta sob administração unificada, mas que o interesse jordaniano em Jerusalém pode ser alcançado através de acordos que incluem "soberania". Rostow disse que o governo dos Estados Unidos assumiu (e Harman confirmou) que apesar das declarações públicas em contrário, a posição do governo de Israel sobre Jerusalém era aquela que Eban, Harman e Evron tinham dado várias vezes, que Jerusalém era negociável.
O embaixador Goldberg informou o rei Hussein sobre as garantias dos Estados Unidos quanto à integridade territorial. Goldberg disse que os Estados Unidos não veem a Jordânia como um país que consiste apenas no East Bank, e que os Estados Unidos estão preparados para apoiar o retorno da Cisjordânia à Jordânia, com pequenas retificações de limites. Os Estados Unidos usariam sua influência para obter compensação para a Jordânia por qualquer território que seria obrigado a desistir. Finalmente, embora, por uma questão de política, os Estados Unidos não concordassem com a posição da Jordânia em Jerusalém, nem com a posição israelense em Jerusalém, os Estados Unidos estavam preparados para usar sua influência para obter para a Jordânia um papel em Jerusalém. O secretário Rusk aconselhou o presidente Johnson que confirmou a promessa de Goldberg a respeito da integridade territorial do rei Hussein.
Durante uma reunião subsequente entre o Presidente Johnson, o Rei Hussein e o Secretário de Estado Rusk, Hussein disse que a formulação da resolução que pede a retirada dos territórios ocupados poderia ser interpretada como significando que os egípcios deveriam se retirar de Gaza e os jordanianos deveriam se retirar do Cisjordânia. Ele disse que essa possibilidade era evidente em um discurso proferido pelo primeiro-ministro Eshkol, no qual se alegou que tanto Gaza quanto a Cisjordânia tinham sido "territórios ocupados". O presidente concordou e prometeu que conversaria com o embaixador Goldberg sobre a inserção de Israel nessa cláusula. O embaixador Goldberg disse ao rei Hussein que, depois de levar em conta preocupações e sugestões árabes legítimas, os Estados Unidos estariam dispostos a acrescentar a palavra "israelense" antes das "Forças Armadas" no primeiro parágrafo operativo.
Um estudo do Departamento de Estado observou que quando o rei Hussein se reuniu em 8 de novembro com o presidente Johnson, que havia sido informado pelo Secretário Rusk sobre a interpretação dos Estados Unidos, o monarca jordaniano perguntou em quanto tempo as tropas israelenses se retirariam da maioria das terras ocupadas. O presidente respondeu "em seis meses".
William Quandt escreveu sobre o encontro de Johnson com Eban em 24 de outubro de 1967 e observou que Israel havia anexado Jerusalém Oriental. Ele disse que Johnson disse veementemente a Eban que ele achava que Israel não foi sensato quando foi à guerra e que ainda achava que eles não eram sábios. O Presidente destacou a necessidade de respeitar a integridade territorial dos estados árabes. Quandt disse: "O presidente quis advertir os israelenses que quanto mais eles chegarem a partir de 5 de junho, mais eles se afastarão da paz". Significando que quanto mais territórios eles insistissem em manter além das linhas de 1967, pior seria a chance de conseguir um acordo de paz com os árabes".

## Interpretações
Israel interpreta a Resolução 242 como pedindo a retirada dos territórios como parte de uma paz negociada e pleno reconhecimento diplomático. A extensão da retirada viria como resultado de negociações abrangentes que levaram a uma paz durável, não antes que os árabes começassem a cumprir suas próprias obrigações sob a Resolução 242.
Inicialmente, a resolução foi aceita pelo Egito, Jordânia e Israel, mas não pela Organização para a Libertação da Palestina. A posição dos árabes era inicialmente que a resolução pedia que Israel se retirasse de todo o território que ocupou durante a Guerra dos Seis Dias antes dos acordos de paz.
Israel e os estados árabes negociaram antes da retirada israelense. Israel e a Jordânia fizeram a paz sem que Israel se retirasse da Cisjordânia, uma vez que a Jordânia já havia renunciado a suas reivindicações e reconheceu a Organização para a Libertação da Palestina como a única representante dos palestinos. O Egito iniciou as negociações antes que Israel se retirasse do Sinai. As negociações terminaram sem que o Egito retomasse o controle da Faixa de Gaza, que o Egito ocupou até 1967.
Os defensores do "ponto de vista palestino" centram-se na frase do preâmbulo da resolução enfatizando a "inadmissibilidade da aquisição de território pela guerra" e observam que a versão francesa pedia a retirada dos "des territoires occupés" - "os territórios ocupados". A delegação francesa da Nações Unidas insistiu nessa interpretação na época, mas tanto o inglês quanto o francês são os idiomas de trabalho da Secretaria.
Os defensores do "ponto de vista israelense" observam que a segunda parte da mesma sentença no preâmbulo reconhece explicitamente a necessidade de os estados existentes viverem em segurança. Eles se concentram na frase operativa que chama de "fronteiras seguras e reconhecidas" e observam que a resolução pede uma retirada "de territórios" em vez de "dos territórios" ou "de todos os territórios", como os árabes e outros propuseram; os dois últimos termos foram rejeitados da versão final da Resolução 242.
Alexander Orakhelashvili cita vários casos em que tribunais internacionais determinaram que organizações internacionais, incluindo o Conselho de Segurança, estão vinculadas ao direito internacional geral. Ele diz que a inclusão de cláusulas explícitas sobre a inadmissibilidade da aquisição de território pela guerra e a exigência de respeito à integridade territorial e à soberania de um estado demonstra que o Conselho não pretende ofender as normas peremptórias nessas formas específicas. A resolução também reconhece que esses princípios devem fazer parte de um acordo aceito. Isto é confirmado pela Convenção de Viena sobre o Direito dos Tratados, que reitera a proibição do uso da força e prevê que qualquer solução obtida pela ameaça ou uso da força em violação dos princípios do direito internacional incorporados na Carta das Nações Unidas ou conflitar com uma norma peremptória do direito internacional geral é inválida. De acordo com Hans-Paul Gasser, a formulação "duvidosa" das resoluções do Conselho deve ser sempre interpretada de forma a evitar conflitos com obrigações internacionais fundamentais.
A União Soviética, Índia, Mali, Nigéria e os Estados Árabes propuseram que a resolução fosse alterada para ler "todos os territórios" em vez de "territórios". O pedido foi discutido pelo Conselho de Segurança das Nações Unidas e "territórios" foram adotados em vez de "todos os territórios", depois que o presidente Johnson disse ao Premier Alexei Kosygin que os delegados não deveriam tentar negociar os detalhes de um acordo no Oriente Médio nos corredores e salas de reuniões das Nações Unidas, e o embaixador Goldberg estipulou que a formulação exata da resolução não afetaria a posição de nenhuma das partes. Lord Caradon, o principal autor da resolução:
Foi a partir de territórios ocupados que a Resolução pediu a retirada. O teste foi quais territórios foram ocupados. Esse foi um teste que não está sujeito a qualquer dúvida. Por uma questão de fato, Jerusalém Oriental, Cisjordânia, Gaza, Golã e o Sinai foram ocupados no conflito de 1967. Foi na retirada dos territórios ocupados que a resolução insistiu.
Lord Caradon também manteve,
Não dissemos que deveria haver uma retirada para a linha de 1967; nós não colocamos o 'o' em, nós não dissemos todos os territórios, deliberadamente. Todos nós sabemos que os limites de 1967 não foram traçados como fronteiras permanentes, eles eram uma linha de cessar-fogo de algumas décadas mais cedo... Nós não dissemos que os limites de 1967 devem ser para sempre; seria insanidade.
Durante um simpósio sobre o assunto, Lord Caradon disse que Israel estava claramente desafiando a resolução 242. Ele citou especificamente a "anexação de Jerusalém Oriental" e "o colonialismo rasteiro na Cisjordânia, em Gaza e no Golã".
No entanto, o ministro das Relações Exteriores britânico, George Brown, disse:
Fui perguntado várias vezes para esclarecer, modificar ou melhorar o texto, mas não pretendo fazer isso. O fraseado da Resolução foi cuidadosamente elaborado, e foi um exercício difícil e complicado para ser aceito pelo Conselho de Segurança da Nações Unidas. Formulei a resolução do Conselho de Segurança. Antes de apresentá-lo ao Conselho, mostramos aos líderes árabes. A proposta dizia que "Israel se retiraria dos territórios que estavam ocupados", e não 'os' "territórios", o que significa que Israel não se retirará de todos os territórios.

### A Organização de Libertação da Palestina
Um dia após a aprovação da Resolução 242, a Organização para a Libertação da Palestina (OLP) rejeitou como "fundamental e gravemente inconsistente com o caráter árabe da Palestina, a essência da causa da Palestina e o direito do povo palestino à sua terra natal", e "decepciona as esperanças da nação árabe e ignora suas aspirações nacionais [...] e ignora a existência do povo palestino e seu direito de autodeterminação".
Substituindo a Carta Nacional de 1964 formulada pelo primeiro Conselho Nacional Palestino (PNC), uma Carta Nacional revisada foi redigida pela quarta PNC no Cairo em julho de 1968.
No 12.º encontro no PNC no Cairo, em 8 de junho de 1974, a OLP aprovouo Programa de Dez Pontos. Algumas facções radicais se separaram para formar a Frente Rejecionista no mesmo dia, o PNC recomendou à participação do comitê executivo da OLP no processo de Genebra. Ao reiterar sua rejeição 242 à ONU, a OLP deve se engajar em uma "estrutura que não seja a da resolução 242". O Programa, um compromisso com os rejeicionistas, marcou o primeiro documento oficial da OLP que sugeria a viabilidade de uma solução de dois estados. Embora Israel provavelmente não aceitasse tais condições, o documento sugeria compromisso. Segundo o estudioso Shaul Mishal, "uma mudança real na posição da OLP em direção aos territórios ocupados; apoio inequívoco à luta militar desde então foi complementado pela vontade de considerar também os meios políticos". Embora seja minoria, a criação da Frente Rejeicionista permitiu argumentar que a OLP não falava por todos os palestinos e, portanto, não deveria participar de Genebra.
Em 22 de novembro de 1974, a Resolução 3236 da Assembléia Geral das Nações Unidas reconheceu o direito do povo palestino à autodeterminação, independência nacional e soberania na Palestina. Também reconheceu a OLP como o único representante legítimo do povo palestino e concedeu-lhe o status de observador nas Nações Unidas. Em 1975, como parte do acordo Sinai II, Kissinger prometeu a Israel que os Estados Unidos não negociariam com a OLP até reconhecer o direito de existência de Israel e aceitar as resoluções 242 e 338 do Conselho de Segurança das Nações Unidas. Os Acordos de Camp David de 1978 tentaram resolver o problema palestino, mas continuou a não haver representação palestina direta.
A Declaração de Independência da Palestina de 1988 incluiu um apelo da PNC por negociações multilaterais com base na Resolução 242 do Conselho de Segurança das Nações Unidas, mais tarde conhecida como "Compromisso Histórico", implicando a aceitação de uma solução de dois estados e não questionando mais a legitimidade do Estado de Israel. A PNC pedia apenas a retirada de Israel da Jerusalém árabe e dos "territórios árabes ocupados". Juntamente com as declarações posteriores de Yasser Arafat em Genebra, isso foi aceito pelos Estados Unidos como base para o diálogo. Na Conferência de Madrid de 1991, Israel ainda se recusava a negociar diretamente com a OLP e os palestinos faziam parte de uma delegação conjunta com a Jordânia. Finalmente, na Declaração de Princípios de 1993 e nos acordos israelense-palestinos subsequentes, Israel e a OLP reconheceram um ao outro e concordaram com termos de referência como as Resoluções 242 e 338.

### Declarações de representantes do Conselho de Segurança
O representante para a Índia declarou ao Conselho de Segurança:
Entendemos que o projeto de resolução, se aprovado pelo Conselho, o comprometerá com a aplicação do princípio da retirada total das forças de Israel de todos os territórios, repito, todos os territórios, ocupados por Israel como resultado da conflito iniciado em 5 de junho de 1967.
Os representantes da Nigéria, França, União Soviética, Bulgária, República Árabe Unida (Egito), Etiópia, Jordânia, Argentina e Mali apoiaram esse ponto de vista, conforme redigido pelo representante do Mali: "O [Mali] deseja que seu voto hoje seja interpretado à luz da interpretação clara e inequívoca que o representante da Índia deu das disposições do texto do Reino Unido". O representante russo Vasili Kuznetsov declarou:
Entendemos que a decisão tomada significa a retirada das forças de Israel de todos, e repetimos todos os territórios pertencentes aos Estados Árabes e apreendidos por Israel após seu ataque a esses Estados em 5 de junho de 1967. Isto é confirmado pelo preâmbulo do projeto de resolução do Reino Unido [S/8247], que enfatiza a "inadmissibilidade da aquisição de território pela guerra". Conclui-se que a disposição contida nesse projeto referente ao direito de todos os Estados do Oriente Próximo "viver em paz dentro de limites seguros e reconhecidos" não pode servir de pretexto para a manutenção das forças de Israel em qualquer parte dos territórios árabes apreendidos por eles como resultado da guerra.
Israel foi o único país representado no Conselho de Segurança a expressar uma opinião contrária. Os Estados Unidos, Reino Unido, Canadá, Dinamarca, China e Japão ficaram em silêncio sobre o assunto, mas os Estados Unidos e o Reino Unido salientaram que os comentários de outros países sobre o significado da resolução 242 eram simplesmente seus próprios pontos de vista. O representante sírio criticou fortemente o "vago chamado de Israel a se retirar".
A declaração do representante brasileiro talvez dê uma amostra das complexidades que estão no centro das discussões:
Gostaria de reafirmar ... o princípio geral de que nenhuma ordem internacional estável pode se basear na ameaça ou no uso da força e que a ocupação ou aquisição de territórios provocados por esses meios não deve ser reconhecida ... Sua aceitação não implica que as fronteiras não possam ser retificadas como resultado de um acordo livremente celebrado entre os Estados interessados. Lembramos constantemente que uma paz justa e duradoura no Oriente Médio deve necessariamente se basear em fronteiras permanentes e seguras, livremente acordadas e negociadas pelos Estados vizinhos.
No entanto, o representante soviético Vasily Kuznetsov argumentou: " ... frases como 'limites seguros e reconhecidos'. ... tornar possível para o próprio Israel arbitrariamente estabelecer novas fronteiras e retirar suas forças apenas para as linhas que considerar apropriadas". [reunião 1373.ª, par. 152.]
O Juiz Associado da Suprema Corte dos Estados Unidos, Arthur Goldberg, que representou os Estados Unidos nas discussões, declarou mais tarde: "As omissões notáveis em relação à retirada são a palavra 'o' ou 'todos' e 'as linhas de 5 de junho de 1967' que a resolução fala em retirada de territórios ocupados, sem definir a extensão da retirada".

## Implementação
Em 23 de novembro de 1967, o Secretário-Geral nomeou Gunnar Jarring como Enviado Especial para negociar a implementação da resolução com as partes, a chamada Missão Jarring. Os governos de Israel, Egito, Jordânia e Líbano reconheceram a nomeação de Jarring e concordaram em participar de sua diplomacia de transporte, embora tenham divergido sobre os principais pontos de interpretação da resolução. O governo da Síria rejeitou a missão de Jarring, alegando que a retirada total de Israel era um pré-requisito para futuras negociações. As negociações sob os auspícios de Jarring duraram até 1973, mas não deram resultados. Depois de 1973, a missão Jarring foi substituída por conferências de paz bilaterais e multilaterais.